# El Callan
El Callan, segons alguns autors, Callau, és un riu de la comarca del Conflent, a la Catalunya del Nord, que neix en el terme de Conat i discorre posteriorment pel de Rià i Cirac. S'aboca en la Tet a l'extrem oriental d'aquest darrer terme, pràcticament en el triterme amb Codalet i Prada.

## Terme de Conat[1]
Es forma just a l'extrem oriental del poble de Conat per la unió de la Ribera de Noedes i la Ribera d'Orbanyà. Des d'aquell lloc s'adreça cap a llevant, marcant uns meandres força tancats, a causa de l'orografia de la vall. Rep de seguida per l'esquerra el Còrrec de la Solana, i poc després per la dreta el Comall de les Saleres. Després, per l'esquerra, els dos còrrecs de les Esquerdes, i, poc després, per la dreta el Còrrec de Bell-lloc, que hi aporta també el Torrent Fosc i el Comall de Bell-lloc, els dos comalls de les Fontanelles i els dos de les Termeneres. Finalment, en el terme de Conat, hi aflueix per l'esquerra el Còrrec de Santa Margarida, que hi aporta els còrrecs de la Capella i de la Font de l'Aram. Aquest còrrec fa de termenal entre Conat i Rià i Cirac.

## Terme de Rià i Cirac[2]

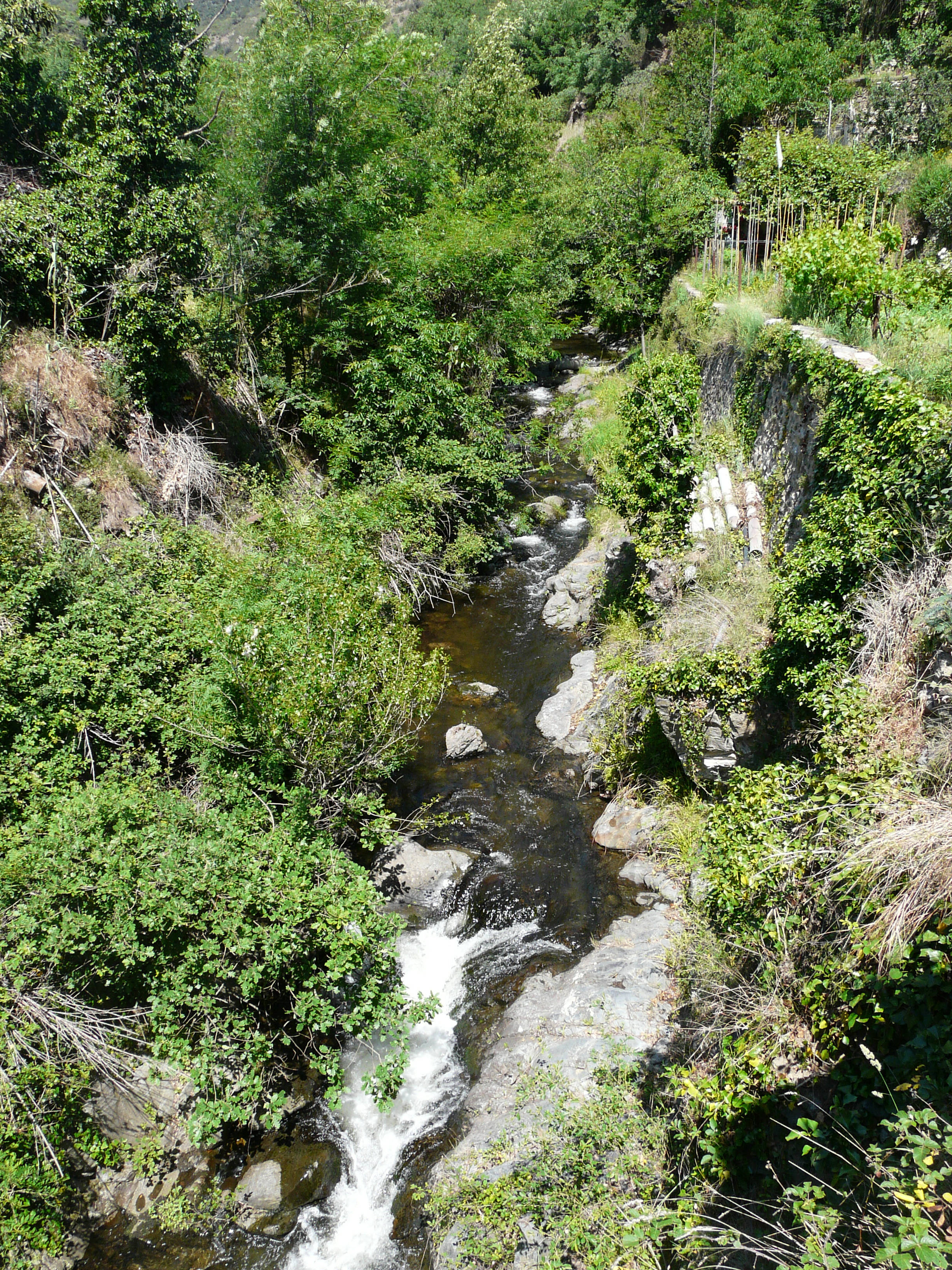
El riu, aigües amunt del Pont de Sant Sebastià

Ja dins del terme de Rià i Cirac, en la part corresponent a l'antic terme de Rià, rep per l'esquerra el Còrrec de Llúgols, el Còrrec de la Llisa i el Còrrec de Salabert. Després d'un tram en què no rep cap afluent destacat, pel fort pendent dels dos costats de la vall, arriba al nord-est del poble de Rià, des d'on, ara inflexionat cap al nord-est i en un curs quasi paral·lel al de la Tet, va a abocar-se en aquest riu. Just abans, però, encara rep per l'esquerra el Còrrec de les Deveses, que hi aporta el dels Colls, i el Còrrec de la Coscolleda, que fa de termenal amb Prada.